# Michel Zevaco

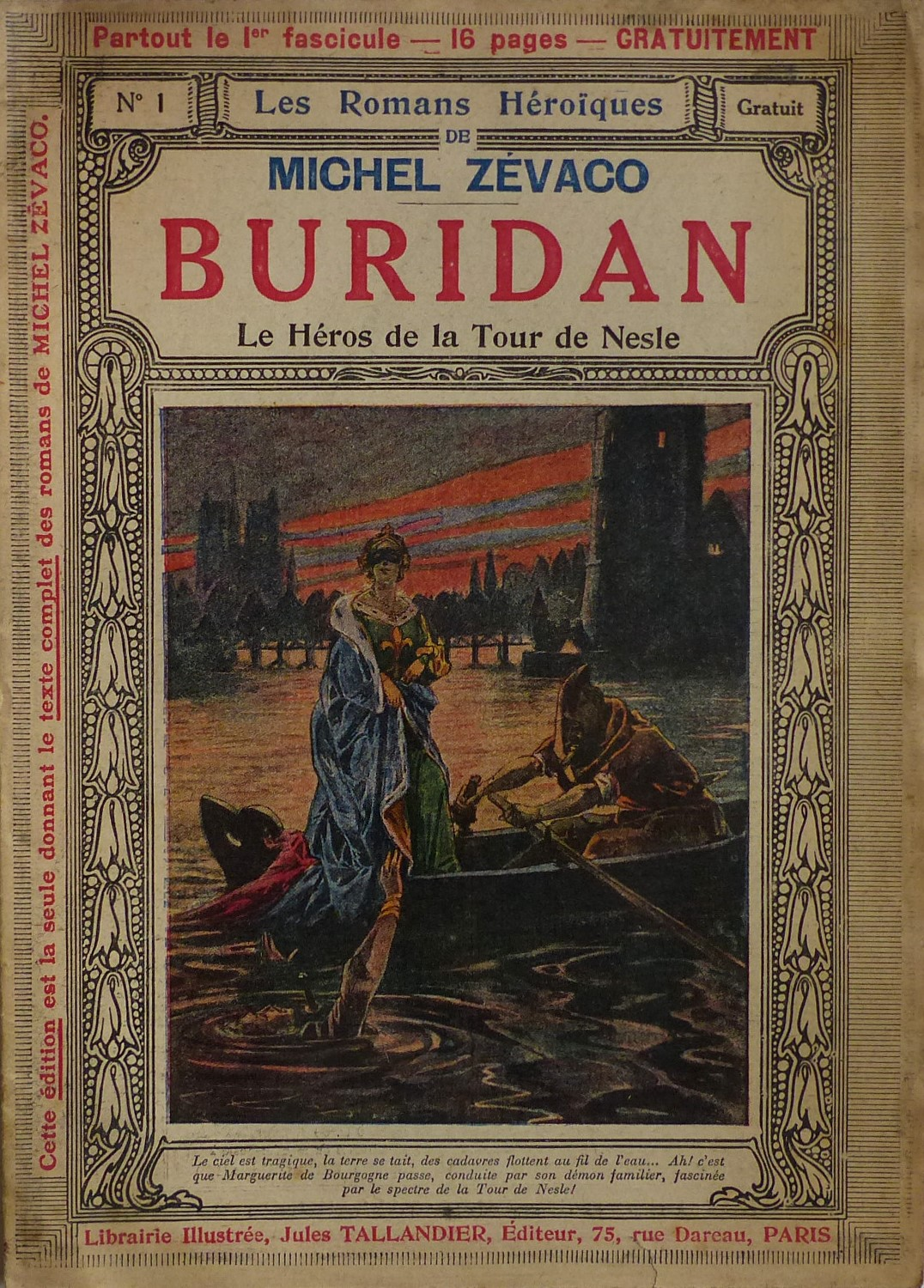
Capa ilustrada do primeiro livreto de Buridan, o herói da torre de Nesle, de Michel Zévaco. (Talandier, Les Romans heroiques, 1911.

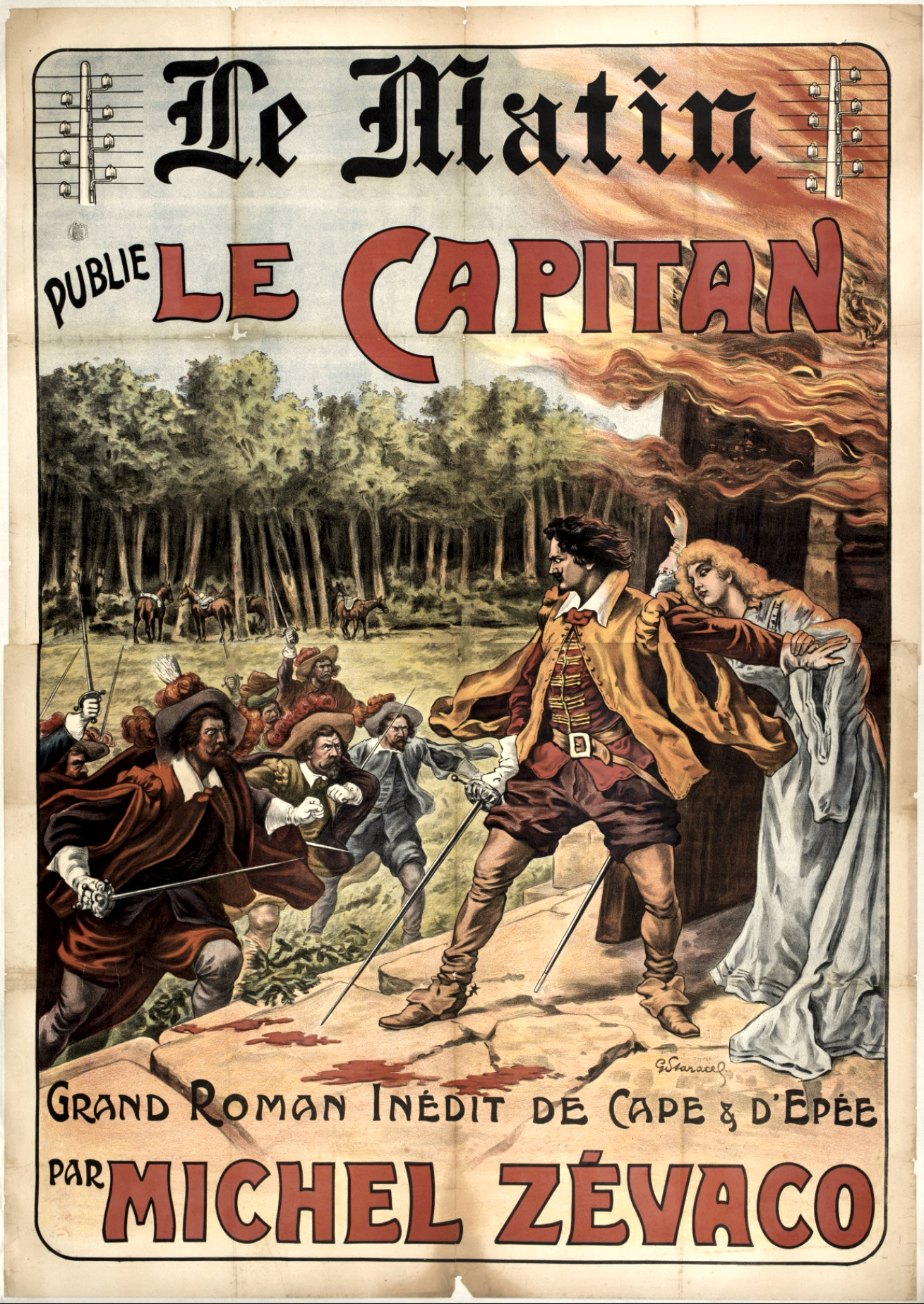
Le Capitan. de Michel Zévaco em Le Matin; poster de G. Staracef.

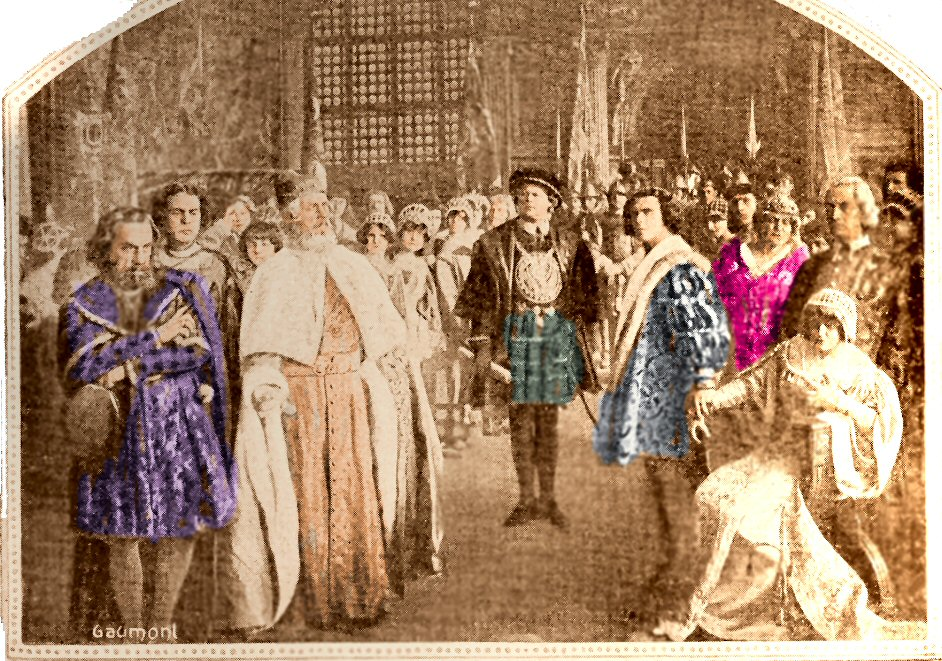
Poster do filme "A Ponte dos Suspiros", baseado no romance de Michel Zévaco. Data 12 de janeiro de 1922. Fonte Cinémagazine Autor Cliché Gaumont - colorido

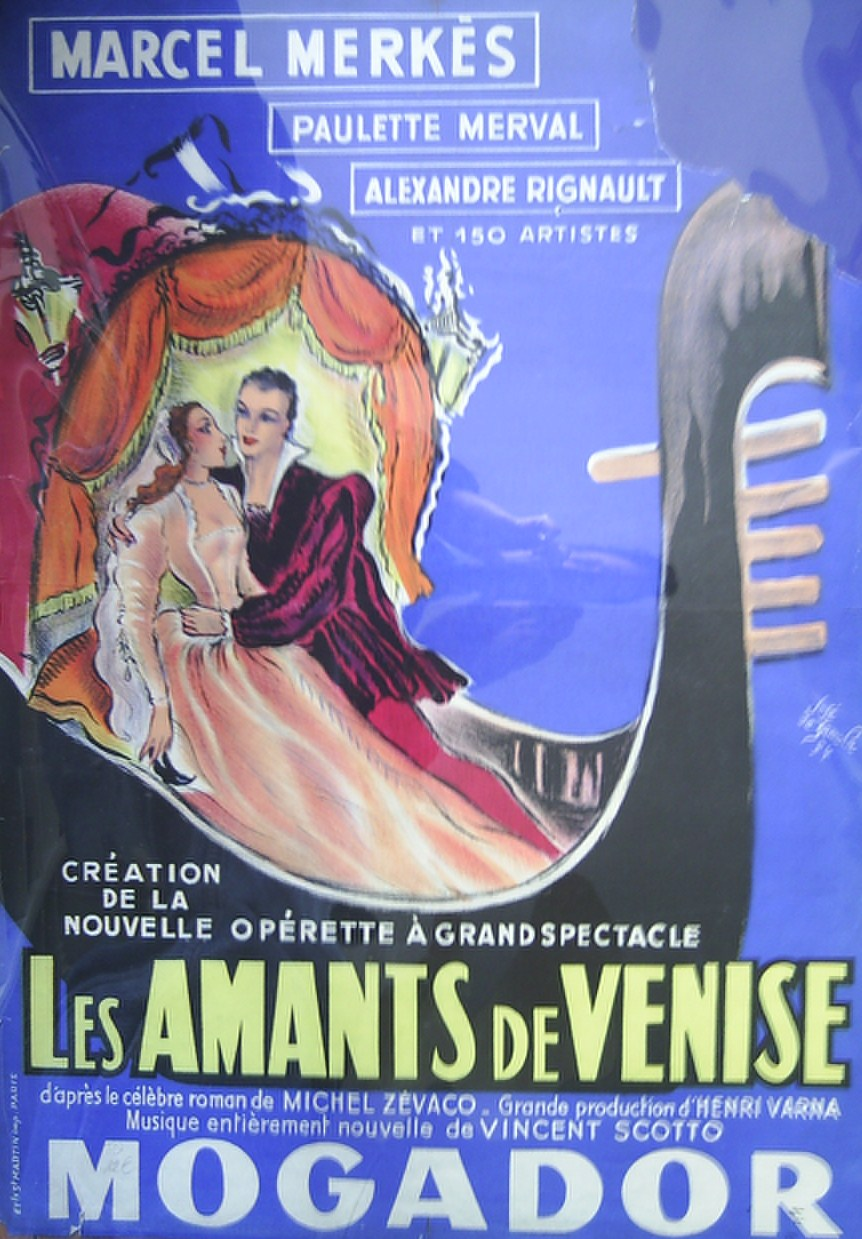
Poster do filme Les Amants de Venise, de 1953, baseado no romance de Michel Zévaco

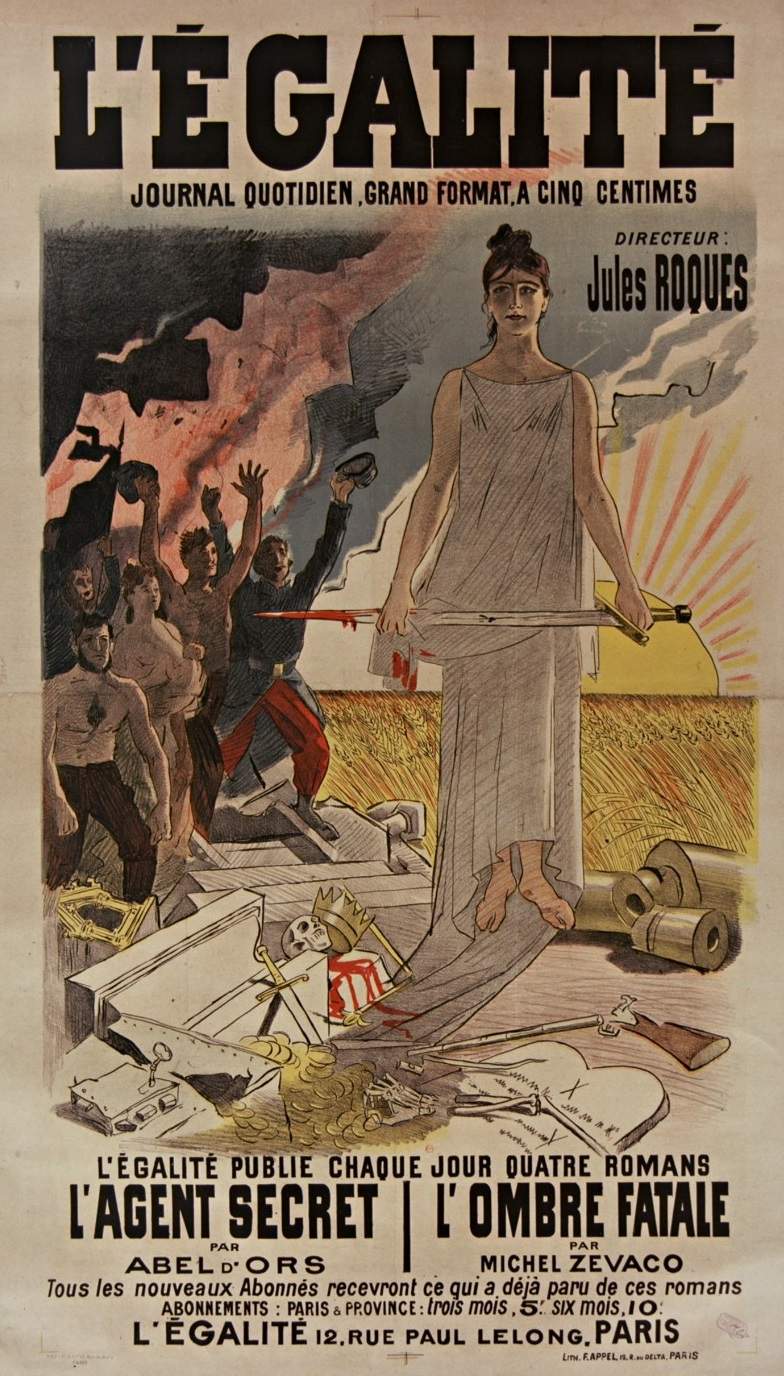
Capa do jornal esuqerdista L'Égalité, dirigido pelo socialista revolucionário Jules Roques.

Michel Zévaco (1 de Fevereiro de 1860, Ajaccio - 8 de agosto de 1918) foi um jornalista, escritor, editor, diretor de cinema, e ativista anti-clerical e anarquista francês, e nos últimos anos de sua vida ele também atuou como diretor de filmes mudos.

## Vida
Michel Zévaco nasceu em 1860 na cidade de Ajaccio (em corso: Aiacciu), na ilha da Córsega, chamada "A ilha do Imperador", França. Ele passou a adolescência no colégio interno e na Faculdade de Letras, onde se tornara, naquele centro acadêmico, um importante estudante. Em 1878 ele obteve seu bacharelato. Teve uma curta experiência como professor de retórica, no Isere College, em Viena, aos 20 anos. No entanto, sua vida como docente era muito restrita, graças aos seus pensamentos progressistas e sua atuação neste campo. Por este motivo o governo do período o demitiu de suas funções.
A seguir ele ingressou no exército, tornou-se um oficial, como segundo tenente de dragões e lá permaneceu por quatro anos. No entanto, ele deixou o exército em 1886, principalmente devido a problemas de disciplina, e se mudou para Paris. Ele usou a experiência do ambiente militar para escrever seu primeiro trabalho, uma coleção de contos Le Boute-Charge (1888). Atraído por cartas e política, Michel Zévaco tornou-se jornalista, então secretário editorial da L'Égalité, que era então liderada pelo socialista revolucionário Jules Roques e onde ele publicou seu primeiro romance, Roublard et Cie, em 1889, como uma coluna de romances. (Prohnanec et al.).   Ele concorreu sem sucesso nas eleições legislativas de 1889 para a Liga Socialista de Roques. Naquela época, ele conheceu Louise Michel, Aristide Bruant, Séverine, Sébastien Faure, Émile Pouget, Charles Malato, Emmanuel Chauvière, etc. A partir de 1890, de qualidades polêmicas reconhecidas e atuantes, Zévaco passou algum tempo na prisão de presos políticos de Saint-Pelagie', como resultado das lutas da época com os administradores do estado.
Michel Zévaco não teve sucesso em 1889 nas eleições para a "Liga Socialista de Roques". Em 27 de março de 1892, ele fundou o periódico semanal anarquista "Gueux". Um mês depois, ele foi preso por seis meses e multado por elogiar Marzaki, que em verdade era o italiano Vittorio Pini, perseguido em seu país por tentativa de assassinato e sujeito a uma demanda de extradição pelo governo italiano.  e François Claudius Koënigstein, mais conhecido como Ravachol. Devido à virulência de suas palavras, em meio a ataques anarquistas, Michel Zévaco foi repetidamente condenado à prisão em ‘’Sainte-Pélagie’’. Por exemplo, ele foi condenado em 6 de outubro de 1892 pelo "Tribunal do Júri do Sena", onde proferiu um discurso em uma reunião pública em Paris:

A burguesia nos mata de fome, rouba, mata, dinamites, 
todos os meios são bons para se livrar dessa podridão. "

## Anarquismo ilegal
Durante este período, final do séc XIX, insurgem várias publicações de escopo anarquista, ou o chamado anarquismo ilegal. Elas tem lugar em Barcelona, Valência e Saragoça, cujas publicações eram feitas, em sua grande maioria, por refugiados anarquistas italianos na Espanha. Vieram à luz tablóides como "O eco dos rebeldes", "A questão social", "Penseiero e Dinamita" - escrito por pessoas ligadas a Paolo Schichi - "La Revancha" - editado por Paul Bernard -, "La Revancha de Ravachol". 
Mas a França, maiormente Paris, era, por assim dizer, o berço dessas idéias revolucionárias. Muitos grupos insurgentes vieram à baila, a exemplo de "Os Intransigentes", fundado por dois anarquistas italianos residentes na França: Vittorio Pini e Luigi Parmeggiani, que a exemplo de Clément Duval, os irmãos Placide, Mathilde e Rémy Schouppe.  Rémy que em 14 de março de 1893, foi detido em Schaerbeek (Bruxelas, Bélgica) pela prática de roubos na Bélgica e na França e, sob a acusação de refugiar Gustave Mathieu, membro da "Banda Pini", com a participação da irmã Mathilde Schouppe. Julgado em 22 de julho de 1893, Remy foi condenado a seis meses de prisão.
Em 27 de março de 1892, Zévaco fundou o periódico semanal anarquista "Gueux". Um mês depois, ele foi preso por seis meses e multado por elogiar Vittorio Pini e Ravachol. A segui ele escreveu para o jornal "Libertaire", de Sébastien Faure, para o jornal anarquista "La Renaissance" e para o Le Courrier français.  
Em 1898, ele fundou "L'Anti-clérical" para a Liga Francesa Anticlericale e estava entre os que apoiaram Alfred Dreyfus durante o famoso caso Dreyfus. . 

## O romancista
Por volta de 1900, deixou o jornalismo, mudou-se para Pierrefonds e dedicou-se inteiramente a escrever romances históricos de aventura de grande sucesso, com base na continuação do ‘’Le Journal du Peuple’’, ‘’La Petite République Socialiste’’ e, sobretudo, em ‘’Le Matin’’. Eles também publicaram as quatro primeiras partes de seu famoso ciclo de romances ‘’Les Pardaillan’’ (Pardaillan) e o romance igualmente famoso (principalmente devido à versão cinematográfica) ‘’Le Capitan’’ (Capitão). Seu primeiro romance foi ‘’os pecados da família Borgia’’, publicado na revista por Jean Jaurès em "La Petite République socialiste", (‘’Pequena República Socialista’’). Após o grande sucesso alcançado com o primeiro livro, Michel Zévaco cria para o mesmo diário, o personagem ‘’Pardaillan’’. Suas obras lembram traições, conspirações, intrigas, brigas e vinganças dos livros de Alexandre Dumas ou Paul Féval, e às vezes são chamadas de "romances encapuzados e de espadas".
Em 1905, Michel Zévaco foi ao jornal "Le Matin", onde trabalhou com Gaston Leroux. Entre 1905 e 1918, ele escreveu para "Le Matin" mais dois romances, "Le Capitan" e a continuação do ciclo "Cavaleiros Pardaillan".
Em 1917, ele também se tornou diretor de cinema quando fez um filme mudo Déchéance, baseado em seu próprio roteiro. . Ele morreu de câncer em 1918 em Eaubonne (um subúrbio de Paris ), onde se mudou durante a Primeira Guerra Mundial. 
Durante a Primeira Guerra Mundial, Michel Zévaco deixou Pierrefonds e se estabeleceu em Eaubonne (Val-d'Oise). Michel Zévaco morreu em 8 de agosto de 1918, de uma doença incurável, de câncer. Ele permanece na memória de todos como um grande escritor francês de romances populares.

## Obra
Ele escreveu muitos romances,  de cenário histórico , de capa e espada que o tornaram famoso. "Les Pardaillan" começou a ser publicado em episódios em jornais em 1900 e foi imediatamente um grande sucesso popular. Hoje é pouco conhecido, apesar do novo interesse despertado na literatura popular. Seus romances publicados anteriormente por Fayard e Tallandier foram republicados muitas vezes e adaptados para a tela; a última edição em brochura é uma versão incompleta, danificada por muitos cortes. Ele escreveu romances em anexo para o jornal " Le Matin " de 1906 até sua morte.
Ele é lembrado por Les Pardaillan, Le Capitan, Borgia, Buridan, L'Héroïne, L'Hôtel Saint Pol e Nostradamus, seus romances históricos mais famosos, mas também escreveu contos ambientados em sua época. Alguns de seus escritos ainda não foram publicados.
Os romances de Zévaco, incluindo a série ‘’Les Pardaillan’’, foram traduzidos para o persa como parte do grande interesse em romances históricos no Irã. A editora foi a Gutenberg Publishers, um projeto conjunto da famosa Soviet Mir Publishing House e uma editora iraniana. Após o sucesso das traduções dos romances de Alexandre Dumas no Irã, muitos tradutores buscaram romances semelhantes para traduzir. Entre eles estavam o Zabihollah Mansouri e Manuchehr Motiei, este último até tentando escrever romances semelhantes em um ambiente iraniano. Entre os romances traduzidos estavam Les Pardaillan, Fausta, a papa, Nostradamus, Buridan e muitas outras obras de Zevaco. Em persa, devido a um erro, seu nome às vezes é escrito como ‘’ZWAGO’’, que pode ser lido como ‘’Zewago’’ ou ‘’Zouago’’ e causou problemas.
O líder do Irã, o aiatolá Khamenei, também leu alguns romances de Zevaco e os recomendou aos jovens:

Não quero apresentar muitos livros e romances aos jovens, mas posso citar alguns autores. Por exemplo, existe um conhecido autor francês chamado Michel Zevaco que escreveu muitos livros. Eu li a maioria de seus romances no passado. 

Nos anos 1960, muitos dos romances históricos de Zevaco foram traduzidos para o hebraico e publicados com considerável sucesso pela editora M. Mizrahi (מ. מזרחי) em TelaAviviv. .רחי . A tradução de 1963 de Le Capitan foi de Yehoshua Kenaz, um conhecido escritor israelense.  No entanto, essas traduções hebraicas estão esgotadas há muito tempo e Zevaco é praticamente desconhecido das gerações posteriores de leitores hebreus.
Zevaco é bem conhecido na Turquia; seus livros mais importantes foram traduzidos e publicados em turco. Borgia foi traduzido em 1909 para a língua otomana e impresso por Hilal Matbaası. A série Les Pardaillan apareceu em muitas edições diferentes, impressas por Şems Matbaası nos anos 1910, por ‘’İNKILAP VE AKA’’ nos anos 40, por GÜVEN BASIM VE YAYINEVİ nos anos 40, 50 e 60, por Baskan e Oluş nos anos 70. Existem duas novas traduções após 2000.

### Publicações
- Asa da Morte: Novela - Bietti e Reggiani Zevaco, Michele 1920
  - Asa da Morte: (os Bórgias) - Bietti Zevaco, Michele 1934
- Capa e espada: Grande romance histórico - Soc. Ed. Milanese Zevaco, Michele 1911
  - Cabo e Espada: [fasc. 1.] - Editor Popular Milanese Zevaco, Michele 1928
- Flores de Paris: Grande romance - Casa Edit. Gloriosa Zevaco, Michele 1925
  - Flores de Paris: romance - Casa Edit. Sonzogno Zevaco, Michele 1932
- A Ponte dos Suspiros: Fasc. 1-14 - Soc. Ed. Milanese Zevaco, Michele 1910
  - A Ponte dos Suspiros: Fasc. 1-22 - Soc. Ed. Milanese Zevaco, Michele 1912
  - A Ponte dos Suspiros: Novela. Nova tradução - Casa Ed. Ital. Gloriosa Zevaco, Michele 1924
  - A Ponte dos Suspiros: com novos desenhos do pintor O. Amadio - Editrice Pop. Milanese Zevaco, Michele 1927
  - A Ponte dos Suspiros: [romance traduzido do francês] - Dica. Ed. Taurinia por G. Giribone Zevaco, Michele 1937
  - A Ponte dos Suspiros: romance traduzido do francês e adaptado por Gian Dàuli - Tel, Tip. E. Lucchi Zevaco, Michele 1940
  - A Ponte dos Suspiros: Drama Histórico-Romântico em Cinco Atos e Seis Fotos - Ed. Ancora Zevaco, Michele 1951
  - A Ponte dos Suspiros: Romanzo - Tel, Tip. Ed. Lucchi Zevaco, Michele 1953
- Pardaillan: O filtro de Mônaco - Casa Ed. Dica. Bietti Zevaco, Michele 1925
  - Pardaillan: O filtro de Mônaco - Bietti Zevaco, Michele 1933
- Pardaillan: O grande inquisidor - Casa Ed. Tip. Bietti Zevaco, Michele 1925
  - O grande inquisidor: (Pardaillan) - Bietti Zevaco, Michele 1934
- Executor involuntário: Romanzo - Bietti e Reggiani Zevaco, Michele 1920
  - Executor involuntário: romance ilustrado - Casa Bietti Edit. Dica. Zevaco, Michele 1933
- Os mistérios da torre de nesle: Expiação - Casa Editar. Dica. Bietti, Zevaco, Michele 1926
  - Expiação: os mistérios da Torre Nesle - Bietti Zevaco, Michele 1934
- Os mistérios da Torre de Nesle: A bruxa - Bietti Edit. Dica. Zevaco, Michele 1926
  - A bruxa: Os mistérios da torre de Nesle - Casa Edit. Bietti Edit. Dica. Zevaco, Michele 1933
- Os mistérios da Torre de Nesle: No abismo - Casa Edit. Dica. Bietti Zevaco, Michele 1926
  - No abismo: Os mistérios da Torre Nesle - Bietti Zevaco, Michele 1934
- Pardaillan: O Espectro - Casa Bietti Editar. Dica. Zevaco, Michele 1932
  - O Espectro - Bietti Zevaco, Michele 1950
- O Filho de Pardaillan: Great Hood and Sword Novel - House Editar. Dica. Bietti Zevaco, Michele 1926
- O filho de pardaillan: romance ilustrado - Bietti Edit. Dica. Zevaco, Michele 1933
- Na escuridão: Novela - Bietti e Reggiani Zevaco, Michele 1921
  - Na escuridão: romance ilustrado - Casa Edit. Bietti Edit. Dica. Zevaco, Michele 1932
  - Na escuridão: romance ilustrado - Bietti Zevaco, Michele 1934
  - Na escuridão - Bietti Zevaco, Michele 1951
- O Filho de Pardaillan: Os milhões de Fausta - Casa Bietti Edit. Dica. Zevaco, Michele 1926
- Os milhões de Fausta: o filho de Pardaillan - Bietti Zevaco, Michele 1934
- Nostradamus: romance ilustrado - Bietti Zevaco, Michele 1920
  - Nostradamus: romance ilustrado - Bietti Edit. Dica. Zevaco, Michele 1933
  - Nostradamus: romance ilustrado - Bietti Zevaco, Michele 1934
  - Nostradamus - Pironti Zevaco, Michele 2002]]
- Marquesa de Pompadour - A. Salani Zevaco, Michele 1913
  - A marquesa de pompadour: grande romance de capa e espada de Zevaco, Michele 1927
  - A marquesa de pompadour: Novel - Bietti Edit. Dica. Zevaco, Michele 1927
  - A Marquesa de Pompadour: Novela - Bietti Zevaco, Michele 1933
- O rival do rei: continuação e final da história do mesmo autor: A Marquesa de Pompadour - A. Salani Zevaco, Michele 1913
  - O Rival do Rei: Seguido por Madame of Pompadour - Home, Edit. Itália Gloriosa Zevaco, Michele 1927
  - A marquesa de Pompadour: O rival do rei - Bietti Edit. Dica. Zevaco, Michele 1928
  - O rival dos reis: [continuação de:] A Marquesa de Pompadour - Casa Edit. Bietti Zevaco, Michele 1933
  - O rival do rei: a marquesa de Pompadour - Bietti Zevaco, Michele 1934
- Giovanni sem medo: Novela - Bietti e Reggiani Zevaco, Michele 1921
  - Giovanni sem medo: romance ilustrado - Casa Edit. Bietti Edit. Dica. Zevaco, Michele 1931
- Il paltoniere: Romanzo - Bietti e Reggiani Zevaco, Michele 1920
- Il paltoniere (Nostradamus) : romance ilustrado - Casa Bietti Edit. Dica. Zevaco, Michele 1933
- Pardaillan: O gesto de uma Virgem - Casa Ed. Tip. Bietti Zevaco, Michele 1925
  - Pardaillan: O gesto de uma Virgem - Bietti Zevaco, Michele 1933
  - O gesto de uma Virgem: Pardaillan - Bietti Zevaco, Michele livros de 1934
- O terrível capitão: Grande romance do cabo e Sword - Bietti Edit. Dica. Zevaco, Michele 1928
  - O Terrível Capitão: Grande Novela do Cabo e da Espada - Bietti Zevaco, Michele 1934
- O terrível capitão: A louca de meudon - Bietti Edit. Dica. Zevaco, Michele 1928
  - A louca de Meudon: [seguida por:] O terrível Capitão - Bietti Zevaco, Michele 1933
- O tigre à espreita: (Pardaillan) - Bietti Zevaco, Michele 1934
  - O tigre à espreita - Bietti Zevaco, Michele 1950
- O esquadrão voador: (Pardaillan) - Bietti Zevaco, Michele 1933
  - O esquadrão voador - Bietti Zevaco, Michele 1950
- Pardaillan: O amoroso tigre - Casa Edit. Bietti Edit. Dica. Zevaco, Michele 1932
  - Pardaillan: O tigre amoroso - Bietti Zevaco, Michele 1934
  - O tigre amoroso - Bietti Zevaco, Michele 1950
- O Hotel Saint-Pol: Romanzo - Bietti e Reggiani Zevaco, Michele 1920
- Triboulet: romance ilustrado - Bietti Edit. Dica. Zevaco, Michele 1933
  - Triboulet: romance ilustrado - Bietti Zevaco, Michele 1934
  - Triboulet: Delírio do amor - Casa Bietti Edit. Dica. Zevaco, Michele 1932
- Pardaillan: Os amores dos anões - Casa Ed. Tip. Bietti Zevaco, Michele 1925
  - Pardaillan: Os amores do anão - Casa Bietti Edit. Dica. Zevaco, Michele 1932
  - Os amores do anão: (os Pardaillan) - Bietti Zevaco, Michele 1933
  - Os amores do anão - Bietti Zevaco, Michele 1951
- As aldeias: Romanzo - Bietti e Reggiani Zevaco, Michele 1920
  - I borgia: romance ilustrado - Bietti Zevaco, Michele 1933
  - I borgia: romance ilustrado - Bietti Zevaco, Michele 1934
- O filho de pardaillan: conspirações e emboscadas - Casa Bietti Edit. Dica. Zevaco, Michele 1926
  - Tramas e emboscadas: filho de Pardaillan - Bietti Zevaco, Michele 1934
  - Tramas e emboscadas - Bietti Zevaco, Michele 1957
- Um monstro e uma virgem - Editrice Lucchi Zevaco, Michele 1972
- Os mortos que falam: romance - Bietti e Reggiani Zevaco, Michele 1920
  - O morto que fala: romance ilustrado - Bietti Zevaco, Michele 1934
- A Corte dos Milagres: Grande romance histórico seguido pelo bufão do rei - Casa Ed. Ital. Gloriosa Zevaco, Michele 1924
  - O Tribunal dos Milagres: (Triboulet) - Casa Edit. Bietti Edit. Dica. Zevaco, Michele 1932
- La fausta: Grande romance - Soc. Ed. Milanese Zevaco, Michele 1912
  - La fausta: grande romance histórico - Edit. Popular Milanese Zevaco, Michele 1928
- O Capitão: Grande romance histórico de capa e espada - Casa Ed. Ital. Gloriosa Zevaco, Michele 1925
- Pardaillan: O Anão e o Cigano - Casa Ed. Tip. Bietti Zevaco, Michele 1925
- Cardeal de Richelieu: romance ilustrado - Bietti Edit. Dica. Zevaco, Michele 1933
- A heroína: romance ilustrado - Bietti Zevaco, Michele 1934
- O bufão do rei (triboulet) : romance histórico - Casa Edit. Italiana Gloriosa Zevaco, Michele 1931
- A epopeia do amor: lutas de corações, lutas de sangue . Grande romance - Casa Edit. As Edições Modernas Zevaco, Michele 1931
- Pardaillan: A provação de Montmartre - Casa Ed. Tip. Bietti Zevaco, Michele 1925
- O Tribunal dos Milagres: Novela - Casa Ed. Bietti Zevaco, Michele 1920
- Inferno do Hotel: romance ilustrado - Bietti Zevaco, Michele 1933
- Pardaillan: o cavaleiro ousado - Bietti Edit. Dica. Zevaco, Michele 1933
- A noite de San Bartolomeo: (Pardaillan) - Bietti Zevaco, Michele 1934
- A Virgem divina: Seguida até a ponte amaldiçoada - Bietti Zevaco, Michele 1934
- Margarida da Borgonha: Grande romance histórico - Casa Ed. Ital. Gloriosa Zevaco, Michele 1924
- A ponte amaldiçoada: Novel - Bietti Zevaco, Michele 1934
- A gôndola da morte: seguindo a ponte amaldiçoada e a divina Virgem - Bietti Zevaco, Michele 1934

## transposições de cinema
- 1920 - Déchéance (filme dirigido e escrito pelo próprio Michel Zévaco)
- 1921 - A ponte dos suspiros
- 1923 - Buridan, os héros da Tour de Nesle
- 1923 - Triboulet
- 1937 - Nostradamus
- 1940 - A ponte dos suspiros
- 1946 - Espadas ao vento (do romance The Captain )
- 1952 - A torre dos milagres
- 1953 - Na ponte dos suspiros
- 1956 - O Cavaleiro de Pardaillan - série de tv
- 1960 - O capitão do rei (do romance O capitão )
- 1962 - O Gascon (do ciclo Los Pardaillan )
- 1964 - As armas de vingança (do ciclo Los Pardaillan )
- 1964 - A ponte dos suspiros
- 1969 - Na Ponte dos Suspiros
- 1981 - Los Pardaillan - série de tv
- 1988 - Le chevalier de Pardaillan - série
- 1997 - Pardaillan - filme em português